# Împăratul Shunzhi
Împăratul erei Shunzhi  (15 martie 1638 - 5 februarie 1661), anterior romanizat ca Împăratul Shun - Chih, a fost al treilea împărat al dinastiei Qing și primul împărat Qing care a domnit peste China, între 1644-1661. Un consiliu de prinți și miniștri manciurieni, l-a ales pentru a-i succede tatălui său, Hong Taiji (1592-1643), în septembrie 1643, când el avea doar cinci ani. Prinții au numit, de asemenea, doi co-regenți: Dorgon (1612-1650), al XIV-lea fiu al fondatorului Qingului, Nurhaci (1559-1626), și Jirgalang (1599-1655), unul dintre nepoții lui Nurhaci, ambii erau membrii clanului imperial Qing.
Între 1643-1650, puterea politică a fost în cea mai mare parte în mâinile lui Dorgon. Sub conducerea sa, Qingul cucerit cea mai mare parte a teritoriului dinastiei abolite, Ming (1368-1644), a gonit regimurile monarhiste loiale Mingului în provinciile din sud-vest, și a stabilit baza dominației Qingului peste China, în ciuda politicilor sale extrem de nepopulare, cum ar fi "ordinul de tund părul" din 1645, care i-a forțat pe supușii Qingului să-și radă partea din față a scalpului și să își împletească părul rămas într-o coadă, asemănătoare cu cea a manciurienilor. 
După moartea lui Dorgon în 1650, tânărul monarh a început personal să domnească. El a încercat, cu succes mixt, să lupte împotriva corupției și să reducă influența politică a nobilimii manciuriene. 
În 1650 s-a confruntat cu o remobilizare a rezistenței loialiștilor Ming, dar prin 1661 armatele lui au învins ultimii oponenți ai Qingului, navigatorul Koxinga ( 1624-1662 ) și Prințul de Gui (1623-1662) din Ming de Sud, ambii cedând în anul următor. Împăratul Shunzhi a murit la vârsta de 22 ani, de variolă, o boala extrem de contagioasă care a fost endemică în China, dar față de care manciurienii nu aveau imunitate. El a fost succedat de al-III lea fiu, Xuanye, care supraviețuise deja variolei, și care a domnit timp de șaizeci de ani, sub numele de eră Kangxi. Deoarece puține documente s-au mai păstrat din epoca Shunzhi, decât la dominația de mai târziu a Qingului, era Shunzhi este o perioadă, relativ, puțin cunoscută din istoria dinastiei.
"Shunzhi" a fost numele, în chineză, de eră/domnie a acestui monarh. Acest titlu a avut echivalente în manciuriană și mongolă, deoarece familia imperială a Qing a fost manciuriană, și a domnit peste multe triburi mongole, care au ajutat Qingul să cucerească China. Numele personal al împăratului a fost Fulin, iar numele postum, prin care a fost venerat la Templul Ancestral Imperial, a fost Shizu (Wade - Giles: Shih-tsu, chineză :世祖)

## Familie
- Împărăteasa Detronată Jing din clanu Khorchin Borjigit
- Împărăteasa Xiaohuizhang din clanul Khorchim Borjigit
- Împărăteasa Xiaoxian din clanul Donggo
  - Prințul Rong de Rang Întâi(12 Noiembrie 1657 – 25 Februaarie 1658),al patrulea fiu
- Împărăteasa Xiaokangzhang din clanul Tunggiya
  - Xuanye, Împăratul Kangxi,(4 Mai 1654 – 20 Decembrie1722), al treilea fiu
- Consoarta Dao din clanulKhorchin Borjigit
- Consoarta Zhen din clanul Donggo
- Consoarta Ke din clanul Shi
- Consoarta Gongjing din clanul K Hotsit Borjigit
- Consoarta Shuhui din clanul Khorchin Borjigit
- Consoarta Duanshun din clanul Abaga Borjigit
- Consoarta Ningque din clanul Donggo
  - Fuquan, Prințul Yuxian de Rang Intâi (8 Septembrie 1653 – 10 August 1703), al doilea fiu
- Doamna Ba
  - Niuniu (13 Decembrie 1651 – 9 Martie 1652), primul fiu
  - a treia fiica(30 ianuarie 1654 – Aprilie/Mai1658)
  - a cincea fiica (6 Februarie 1655 – Ianuarie 1661)
- Doamna Chen
  - Prima fiica (22 Aprilie 1652 – Novembrie/Decembrie 1653)
  - Changning, Prințul Gong de Rang Întâi(Decembrie 1657 – 20 Iulie 1703),al cincilea fiu
- Doamna Yang
  - Prințesa Gongque Rang Secund(19 ianuarie 1654 – 26 Novembrie 1685)
  - a patra fiica (1655-1661)
- Doamna Nara
  - a șasea fiica (1657-1661)
- Doamna Tang
  - Qishou (1660-1665), al șasela fiu
- Doamna Niu
  - Longxi, Prinț Chunjing de Rang Întâi (30 Mai 1660 – 20 August 1679), al șaptela fiu
- Doamna Muktu
  - Yonggan (23 ianuarie 1661 – 15 Jianjarie 1668), al optulea fiu

- Note

1. ↑  The Rise of Modern China, Sixth Edition[*], p. 29 Verificați valoarea |titlelink= (ajutor)
2. ↑  pr.: Șunji